# Iphiaulax lunduensis
Iphiaulax lunduensis är en stekelart som beskrevs av Cameron 1912. Iphiaulax lunduensis ingår i släktet Iphiaulax och familjen bracksteklar. Inga underarter finns listade i Catalogue of Life.